# Albergue

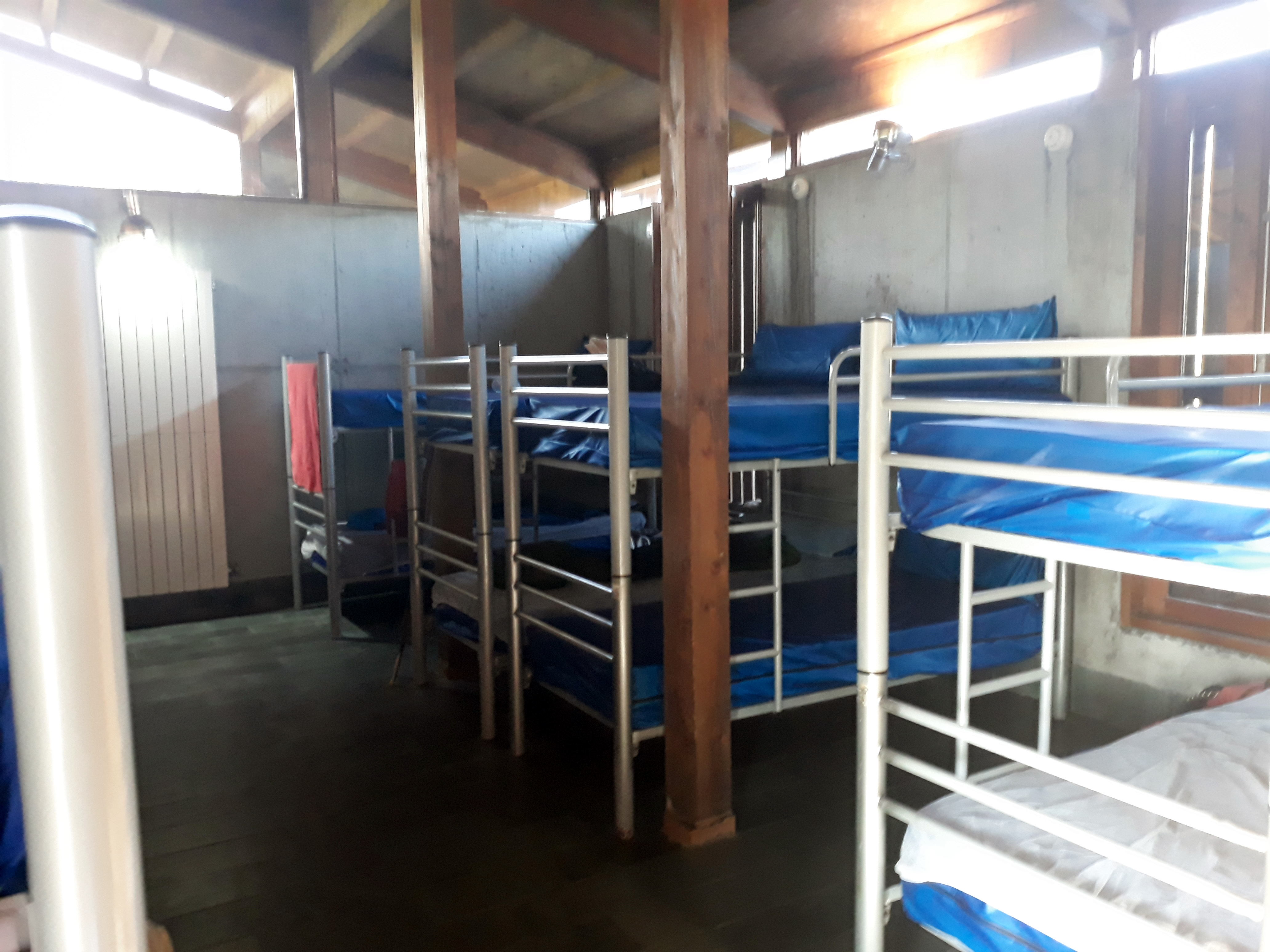
Un albergue de peregrinos en el Camino de Santiago

Se conoce como albergue a la casa, posada o cualquier otro espacio en el que una persona halla hospedaje, abrigo, comodidad o resguardo, por lo tanto, cobijo, cuidado, es porque es albergue. Su sentido se extiende también a la cueva, concavidad o cualquier otro paraje en el que los animales, especialmente, las fieras, se recogen y se pone a cubierto de los malos temporales. 

## Etimología
El Padre Guadix, citado por Covarrubias, dice que el término proviene de la palabra árabe barga que significa choza o casa pajiza. Diego de Urrea, citado por el mismo Covarrubias, dice que procede del verbo árabe berge que significa descansar, aquietarse, recogerse, juntarse.